# Giovanni Sala
Giovanni Sala   (Bèrgam, 23 de novembre de 1963) és un pilot d'enduro italià, sis vegades Campió del Món (incloent-hi el títol de Campió Absolut de 1998). Guanyà també el Trofeu quatre vegades als ISDE formant part de l'equip italià i hi aconseguí la victòria absoluta a les edicions de 1992, 1996 i 1996. El 2011 va ser nomenat FIM Legend.

## Resum biogràfic
A 1 de gener de 2008
El debut en el món de l'enduro de Giovanni Sala fou singular: tot i residir a uns centenars de metres de l'equip KTM Farioli (el més important d'aquesta marca austríaca), s'estrenà pilotant una Fantic 125. Gràcies al seu talent va a guanyar el primer títol el 1981. Passà llavors al motocròs arribant a la categoria sènior, fins que el 1991 tornà a l'enduro, ara ja amb l'equip KTM Farioli.
En vuit anys al Mundial va guanyar un total de 46 proves, aconseguint cinc campionats del món (més un d'absolut) i dos subcampionats. El 1999 es va aventurar per primer cop en la categoria dels 400 cc 4T, ben diferent de la dels 250 cc 2T que havia disputat sempre, i tot i així la guanyà a la primera, després d'un duel apassionant amb el seu amic i company d'equip Mario Rinaldi que es decidí a favor de Sala a la darrera cursa, a la República Txeca.
D'ençà del 2000, Sala s'especialitzà cada vegada més en els raids africans, corrent i provant a la vegada la nova KTM LC8. El 2002,tenint de company d'equip a Fabrizio Meoni, va ser-hi sisè i el 2006, tercer.
Durant tota la seva carrera internacional Sala competí dins l'equip oficial de KTM. Tot i que es retirà del mundial d'enduro a final de temporada del 2004 i del Campionat d'Itàlia el 2007, ha seguit disputant el Ral·li Dakar.

## Palmarès

### Enduro
| Any             | Motocicleta     | Campionat del Món d'enduro | Campionat del Món d'enduro | Campionat del Món d'enduro | Campionat del Món d'enduro | Campionat del Món d'enduro | ISDE          | ISDE            | ISDE       | C. d'Itàlia |
| Any             | Motocicleta     | 250cc                      | 400cc                      | 500cc                      | E2                         | P1                         | W. Tro.       | Clubs           | Individual | C. d'Itàlia |
| --------------- | --------------- | -------------------------- | -------------------------- | -------------------------- | -------------------------- | -------------------------- | ------------- | --------------- | ---------- | ----------- |
| 1991            | KTM             | 3r                         | -                          | -                          | -                          | 2                          | 14è           |                 |            |             |
| 1992            | KTM             | -                          | -                          | 2n                         | -                          | 7                          | 1r            |                 | 1r *       | 1r          |
| 1993            | KTM             | -                          | -                          | 1r                         | -                          | 9                          | 14è           |                 |            | 1r          |
| 1994            | KTM             | 1r                         | -                          | -                          | -                          | 7                          | 1r            |                 |            | 1r *        |
| 1995            | KTM             | 1r                         | -                          | -                          | -                          | 7                          |               |                 |            | 1r *        |
| 1996            | KTM             | 2n                         | -                          | -                          | -                          | 4                          | 2n            |                 | 1r *       | 1r *        |
| 1997            | KTM             | 2n                         | -                          | -                          | -                          | 3                          | 1r            |                 | 1r *       | 1r *        |
| 1998            | KTM             | 1r *                       | -                          | -                          | -                          | 5                          | 4t            |                 | 1r         | 1r *        |
| 1999            | KTM             | -                          | 1r                         | -                          | -                          | 6                          | 2n            |                 |            | 1r *        |
| 2000            | KTM             | 4t                         | -                          | -                          | -                          | 0                          | 1r            |                 |            | 1r          |
| 2001            | KTM             | 5è                         | -                          | -                          | -                          | 0                          | 2n            |                 |            | 1r          |
| 2002            | KTM             | -                          | -                          | 4t                         | -                          | 0                          |               |                 |            | 1r          |
| 2003            | KTM             | 2n                         | -                          | -                          | -                          | 2                          | 2n            |                 |            |             |
| 2004            | KTM             | -                          | -                          | -                          | 8è                         | 0                          | 2n            |                 |            | 1r          |
| 2005            | ?               | -                          | -                          | -                          | -                          | 0                          |               | 1r MC Lumezzane |            |             |
| 2006            | ?               | -                          | -                          | -                          | -                          | 0                          |               |                 |            | 1r          |
| Total victòries | Total victòries |                            |                            |                            |                            | 52                         |               |                 |            |             |
| Total títols:   | Total títols:   | 3                          | 1                          | 1                          | 0                          |                            | 4             | 1               | 4          | 13          |
|                 |                 | 5 mundials + 1 absolut     | 5 mundials + 1 absolut     | 5 mundials + 1 absolut     | 5 mundials + 1 absolut     |                            | 5 títols ISDE | 5 títols ISDE   |            |             |

Notes
1. ↑  Els campionats estatals ho foren en categories diverses
2. ↑  A P1 s'hi compten les victòries aconseguides en Grans Premis puntuables per al Campionat del Món
3. ↑  La classificació consignada al World Trophy fa referència a la posició final obtinguda per l'equip estatal
4. ↑  Els campionats assenyalats amb * indiquen que en guanyà també el corresponent títol absolut

### Raids
- Ral·li Dakar
  - 1998 - 17è en el seu debut
  - 1999 - 7è (1 victòria d'etapa)
  - 2000 - Retirat per caiguda el 5è dia (era 5è)
  - 2001 - 14è (4 victòries d'etapa)
  - 2002 - 6è (2 victòries d'etapa)
  - 2003 - 14è (2 victòries d'etapa)
  - 2004 - Retirat per caiguda al marroc (era 6è)
  - 2005 - 8è
  - 2006 - 3r (1 victòria d'etapa)
  - 2007 - Retirat per caiguda a Mauritània (era 7è)
- Copa del Món de Ral·li 
  - 2000 - 9è
- Ral·li dels Faraons
  - 1998 - 2n
  - 2001 - 6è (victòria a la darrera etapa)
  - 2002 - 5è
  - 2005 - 4t
- Ral·li Dubai 
  - 1996 - 4t
  - 1997 - 7è
- Master Ral·li 
  - 2000 - 6è
  - 2001 - 2n
- Ral·li de Tunísia
  - 2000 - 9è
- Xtreme Lumezzane
  - 2002 - 2n